# Rainer Bonhof
Pour les articles homonymes, voir Bonhof.
Rainer Bonhof, né le 29 mars 1952 à Emmerich en Rhénanie-du-Nord-Westphalie (Allemagne), est un joueur de football allemand des années 1970 et 1980.

## Biographie

### Joueur
Lorsque l'Allemagne remporta la Coupe du monde de football le 7 juillet 1974 à Munich en battant les Pays-Bas de Johan Cruyff par 2 buts à 1, Bonhof devint à ce moment-là le plus jeune champion du monde en activité. Durant la finale, c'est lui qui offrit le but décisif à son coéquipier avant-centre Gerd Müller.
Milieu de terrain, Bonhof effrayait les défenses adverses par ses coups de pied lointains (tirs, coups francs) d’une puissance stupéfiante et ses passes adroites de l’extérieur du pied droit ou encore sa capacité à effectuer des remises en touche de plusieurs dizaines de mètres.

### En sélection nationale
Rainer Bonhof connaît sa première sélection dans la Mannschaft le 26 mai 1972, lors d'une victoire 4-1 contre l'Union Soviétique à Munich, où il remplace Horst Höttges à la mi-temps. Il fait partie du groupe sacré champion d'Europe la même année, mais à titre personnel, il ne prend part à aucune rencontre. Le 30 juin 1974, lors de la Coupe du monde, à Düsseldorf, il marque son premier but en sélection nationale contre la Suède et une victoire 4-2. Il apparaît pour la dernière fois en équipe nationale le 7 janvier 1981 à Montevideo et une défaite 4-1 contre le Brésil.

### Entraîneur
En 1983, Bonhof mit fin à sa carrière de joueur après une blessure à la cheville. Il se consacra alors au métier d'entraîneur, obtenant sa licence en 1988. 

### Recruteur et dirigeant
À compter du 1er septembre 2006, Rainer Bonhof devint « scout » (recruteur) en Allemagne et en Autriche pour le club anglais Chelsea FC. Basé à Mönchengladbach, il disposait d'un contrat pouvant être rompu unilatéralement à tout moment.
En janvier 2008, Bonhof fut un temps pressenti pour occuper le poste vacant de manager dans le club écossais de Hibernian. En juin 2008, on le retrouva comme observateur de l'Euro 2008 pour France 24. En octobre 2008, l'accord avec Chelsea fut rompu.
Depuis le 11 février 2009, Rainer Bonhof est le vice-président du club allemand Borussia Mönchengladbach.

## Carrière

### En tant que joueur
- 1970-1978 : Borussia Mönchengladbach  Allemagne
- 1978-1980 : Valence CF  Espagne
- 1980-1983 : FC Cologne  Allemagne
- 1982-1983 : Hertha BSC Berlin  Allemagne[1]

### En tant qu'entraîneur et dirigeant
- Équipe d' Allemagne B (1990-98)
- Équipe d' Allemagne des moins de 21 ans (1998)
- Borussia Mönchengladbach  Allemagne (1998-99)
- Al-Koweït  Koweït (2000-2001)
- Équipe d' Écosse des moins de 21 ans (2002-2005)

## Palmarès

### En Équipe Nationale
- 53 sélections et 9 buts avec l'équipe de RFA entre 1972 et 1981
- Champion d'Europe des Nations en 1972 et en 1980
- Champion du Monde en 1974
- Vice-Champion d'Europe des Nations en 1976

### VfL Borussia Mönchengladbach
- Vainqueur de la Coupe de l'UEFA en 1975
- Champion de RFA en 1971, 1975, 1976 et 1977
- Vainqueur de la Coupe de RFA en 1973
- Finaliste de la Coupe d'Europe des Clubs Champions en 1977
- Finaliste de la Coupe de l'UEFA en 1973

### FC Valence
- Vainqueur de la Coupe d'Europe des Vainqueurs de Coupes en 1980
- Vainqueur de la Copa del Rey en 1979